# Tái chế phụ phẩm động vật

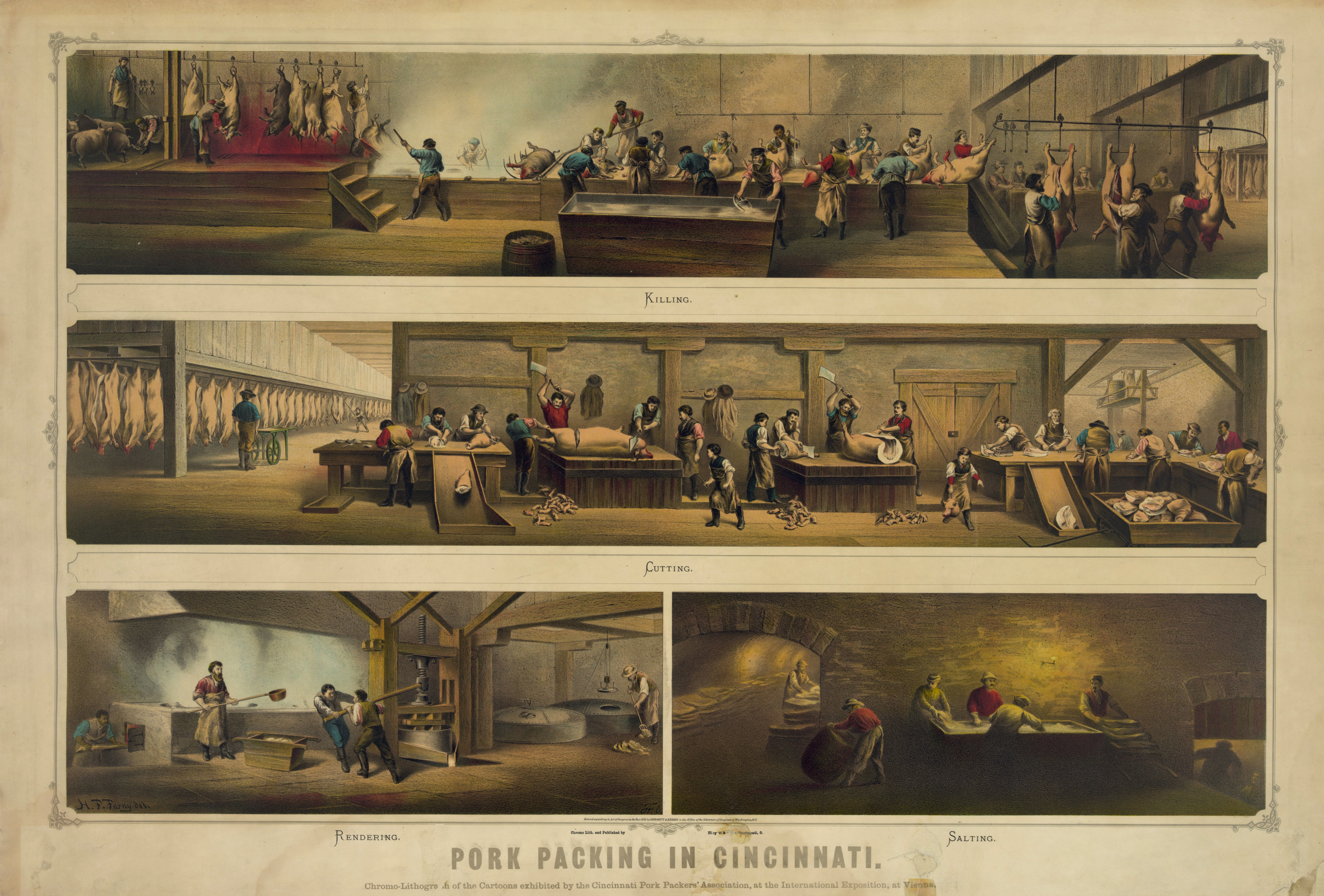
Pork packing in Cincinnati 1873

Tái chế phụ phẩm động vật hay tái chế phụ phẩm giết mổ là một quá trình chế biến, xử lý mô động vật phụ phẩm từ giết mổ thành các nguyên liệu ổn định và có thể sử dụng được. Quá trình này có thể đề cập đến bất kỳ phương pháp nào chế biến các sản phẩm động vật thành các nguyên liệu và sản phẩm hữu ích hơn, hoặc theo nghĩa hẹp hơn thì nó là việc chế biến toàn bộ mô mỡ động vật thành các chất béo tinh chế, như mỡ lợn hoặc mỡ bò, mỡ cừu. Tái chế có thể được thực hiện ở quy mô công nghiệp, trang trại hoặc nhà bếp. Trong các sản phẩm động vật, phần lớn mô mỡ được chế biến đến từ lò giết mổ, nhưng cũng bao gồm mỡ từ các nhà hàng và thịt vụn của các cửa hàng bán thịt và thịt hết hạn sử dụng từ các cửa hàng tạp hóa. 
Nguyên vật liệu này có thể bao gồm mô mỡ, xương và nội tạng cũng như toàn bộ những bộ phận bị cắt bỏ của động vật bị giết tại lò giết mổ và những con đã chết trong trang trại hay trong khi vận chuyển. Các nguồn cho tái chế phụ phẩm phổ biến nhất là bò, lợn, cừu và gia cầm. Quá trình tái chế đồng thời làm khô vật liệu và tách mỡ khỏi chất xương và protein. Quá trình tái chế tạo ra một loại sản phẩm từ chất béo (mỡ vàng, mỡ trắng, mỡ động vật có thể tẩy trắng, v.v.) và bột chứa protein (bột thịt và xương, bột phụ phẩm gia cầm, v.v.). Ở các nhà máy tái chế, người ta thường cũng xử lý các vật liệu khác, chẳng hạn như máu, lông từ lò mổ, nhưng làm như vậy bằng cách sử dụng các quy trình khác với việc tái chế phụ phẩm giết mổ.

## Lịch sử
Sự phát triển của tái chế phụ phẩm giết mổ có ý nghĩa trong việc tận dụng các phụ phẩm của công nghiệp chế biến thịt, do đó cho phép sự phát triển của ngành công nghiệp chế biến thịt quy mô công nghiệp lớn làm cho thực phẩm trở nên có tính kinh tế hơn cho người tiêu dùng. Việc tái chế phụ phẩm đã được thực hiện trong nhiều thế kỷ chủ yếu để làm xà phòng và nến. Việc tái chế phụ phẩm sớm nhất được thực hiện trong một ấm được nấu trực tiếp trong bếp lửa. Kiểu tái chế này vẫn được thực hiện ở các trang trại để chế biến mỡ lợn tươi sống thành mỡ ăn. Với sự phát triển của nồi hơi, người ta đã có thể sử dụng các thiết bị hơi nước để tạo ra sản phẩm cao cấp hơn và giảm thiểu nguy cơ hỏa hoạn. 
Vào thế kỷ 19, một bước phát triển hơn nữa đã xuất hiện với việc sử dụng thiết bị nấu mỡ bằng nồi hấp hơi nước. Nó là một thùng chứa kín được sử dụng như một nồi áp suất, trong đó hơi nước áp lực cao được bơm vào vật liệu đang được tái chế. Quá trình này là một quá trình tái chế ẩm được gọi là "nấu thùng kín" và được sử dụng cho các sản phẩm ăn được cũng như các sản phẩm không ăn được, mặc dù các sản phẩm ăn được phẩm cấp tốt hơn đã được tạo ra bằng cách sử dụng quy trình ấm/nồi hở. Sau khi vật liệu được nấu thùng kín, chất béo sẽ chảy hết, phần nước còn lại (nước thùng kín) sẽ chảy vào một bể chứa riêng và các chất rắn được lọc và sấy khô bằng cách ép và sấy khô bằng hơi nước trong thùng hấp cách thủy. Nước trong bể chứa hoặc cho chảy vào cống thoát nước hoặc cho bay hơi để tạo keo hoặc cô đặc đạm để thêm vào phân bón. Các chất rắn sấy khô từ thùng hấp cách thủy sẽ được sử dụng để làm phân bón.
Năm 1906 Upton Sinclair xuất bản tiểu thuyết The Jungle, một thuyết trình về công nghiệp chế biến thịt ở Chicago, đã tạo ra sự phẫn nộ của công chúng. Tác phẩm của ông đã giúp thông qua Đạo luật Thực phẩm và Dược phẩm Sạch năm 1907, mở đường cho việc thành lập Cục quản lý Thực phẩm và Dược phẩm Hoa Kỳ (FDA).
Thùng áp suất đã làm cho sự phát triển của ngành công nghiệp chế biến thịt ở Chicago, Hoa Kỳ trở thành hiện thực, với sự tập trung của nó trong một khu vực địa lý, vì nó cho phép xử lý các phụ phẩm mà nếu không có sẽ gây ra ô nhiễm môi trường ở khu vực đó. Ban đầu, các công ty nhỏ mọc lên gần các nhà máy đóng gói thịt đã thực hiện công việc tái chế phụ phẩm. Sau đó, các nhà đóng gói thịt cũng dấn vào công nghiệp tái chế phụ phẩm. Gustavus Swift, Nelson Morris và Lucius Darling là những người tiên phong của ngành công nghiệp tái chế phụ phẩm ở Hoa Kỳ, với sự ủng hộ cá nhân và/hoặc trực tiếp tham gia của họ vào ngành công nghiệp tái chế phụ phẩm.
Những đổi mới đến nhanh chóng trong thế kỷ 20. Một vài trong số này là sử dụng các sản phẩm tái chế và một vài số khác là các phương thức tái chế. Trong thập niên 1920, một quy trình tái chế khô theo từng mẻ được phát minh, nguyên liệu được nấu trong các nồi hấp cách thủy hình trụ tròn nằm ngang (tương tự như các thiết bị sấy phân bón thời đó). Các ưu điểm được cho là của quy trình tái chế khô bao gồm tiết kiệm năng lượng, hiệu suất tách protein tốt hơn, chế biến nhanh hơn và ít mùi khó chịu hơn. Qua nhiều năm, quy trình "nấu thùng kín" ẩm đã được thay thế bằng quy trình tái chế khô. Vào cuối Thế chiến thứ hai, hầu hết thiết bị tái chế phụ phẩm đều sử dụng quy trình tái chế khô. Trong thập niên 1960, các quy trình chế biến khô liên tục đã được giới thiệu rộng rãi, một quy trình sử dụng một biến thể của tủ nấu khô thông thường và quy trình kia sử dụng quy trình băm nhỏ và bay hơi để sấy khô vật liệu và tạo ra chất béo. 
Trong thập niên 1980, chi phí năng lượng khá cao đã thúc đẩy sự phổ biến của các quy trình theo phương pháp "ẩm". Các quy trình này tiết kiệm năng lượng hơn và cho phép sử dụng lại quy trình hơi nước để làm nóng trước hoặc sấy khô vật liệu trong quy trình này. Sau Thế chiến thứ hai, chất tẩy rửa tổng hợp xuất hiện, thay thế xà phòng trong việc giặt giũ trong gia đình và trong công nghiệp giặt. Vào đầu thập niên 1950, hơn một nửa thị trường chất béo không ăn được đã biến mất. Việc chuyển đổi các nguyên liệu này thành thức ăn chăn nuôi đã sớm thay thế thị trường xà phòng đã mất và cuối cùng trở thành mục đích sử dụng lớn nhất cho việc sản xuất, tái chế các chất béo không ăn được.
Việc sử dụng rộng rãi "thịt bò đóng hộp", trong đó thịt bò được chia theo khẩu phần tiêu dùng tại các nhà máy đóng gói thay vì các cửa hàng và chợ bán thịt địa phương, có nghĩa là mỡ và thịt vụn sẽ ở lại các nhà máy đóng gói và được các tổ tái chế của nhà máy đóng gói tái chế, thay vì do các công ty tái chế độc lập tái chế. Việc khước từ và quay lưng với việc tiêu thụ chất béo động vật của những người tiêu dùng để ý kỹ về chế độ ăn uống của mình dẫn đến dư thừa các sản phẩm chất béo có thể ăn được và dẫn đến việc chuyển hướng sang sản xuất xà phòng và hóa chất từ dầu mỡ, thay thế cho việc tái chế chất béo không ăn được và góp phần vào sự biến động thị trường của mặt hàng này. Việc tái chế chất béo cũng được thực hiện ở quy mô nhà bếp bởi các đầu bếp và những người nấu ăn tại gia.

## Phương pháp xử lý
Quá trình tái chế phụ phẩm thay đổi theo một số cách thức như sau:
- Sản phẩm cuối cùng được sử dụng làm thức ăn cho người hay vật nuôi phụ thuộc vào chất lượng nguyên liệu đầu vào cũng như phương pháp và thiết bị chế biến.
- Vật liệu có thể được chế biến bằng quy trình ẩm hoặc khô. Trong quy trình ẩm, nước sôi hoặc hơi nước sẽ được cho thêm vào nguyên liệu, tách chất béo thành váng nổi. Trong quy trình khô, chất béo được giải phóng bằng cách khử nước trong nguyên liệu thô.
- Khoảng nhiệt độ được sử dụng có thể cao hoặc thấp.
- Tái chế phụ phẩm có thể được thực hiện theo từng mẻ riêng lẻ hoặc được thực hiện trong quy trình liên tục.
- Nhà máy tái chế phụ phẩm có thể được một công ty độc lập vận hành với việc thu mua nguyên liệu đầu vào từ các nhà cung cấp hoặc do nhà máy đóng gói thịt sản xuất bằng nguyên liệu tại chỗ.

## Sản phẩm ăn được
Các quy trình chế biến các sản phẩm tái chế ăn được về cơ bản là các hoạt động chế biến thịt và sản xuất mỡ lợn, mỡ bò, mỡ cừu ăn được để sử dụng trong các sản phẩm thực phẩm. Hoạt động tái chế này thường được thực hiện theo quy trình liên tục ở nhiệt độ thấp (thấp hơn nhiệt độ sôi của nước). Quy trình này thường bao gồm cắt/băm nhuyễn các nguyên liệu mỡ ăn được (thường là mỡ vụn tách ra từ các miếng thịt), đun nóng chúng (có thể có hoặc không thêm hơi nước), sau đó thực hiện hai hoặc nhiều công đoạn tách ly tâm.
Công đoạn đầu tiên tách phần nước lỏng và hỗn hợp chất béo ra khỏi chất rắn. Công đoạn thứ hai tiếp tục tách chất béo ra khỏi nước. Chất rắn thu được có thể sử dụng trong các sản phẩm thực phẩm, thức ăn cho vật nuôi, tùy thuộc vào nguyên liệu ban đầu. Chất béo đã tách ra có thể được sử dụng trong các sản phẩm thực phẩm, hoặc nếu dư thừa thì có thể chuyển sang sản xuất xà phòng. Hầu hết công việc này được được các công ty đóng gói hay chế biến thịt thực hiện.

## Sản phẩm không ăn được
Các nguyên vật liệu này vì lý do thẩm mỹ hoặc vệ sinh sẽ không phù hợp để làm thực phẩm cho con người và sẽ là nguyên liệu cho các quy trình tái chế ra các sản phẩm không dùng để ăn. Phần lớn nguyên liệu thô không ăn được được tái chế bằng phương pháp "khô" (chỉ đơn thuần là khử nước). Nó có thể là quy trình theo mẻ hoặc quy trình liên tục, trong đó nguyên vật liệu được làm nóng trong một nồi hấp cách thủy để loại bỏ hơi ẩm và đồng thời giải phóng chất béo khỏi các tế bào mỡ. Đầu tiên, nguyên liệu sẽ được nghiền, băm nhuyễn, sau đó được làm nóng để giải phóng chất béo và đẩy hơi ẩm ra ngoài, lọc để giải phóng chất béo tự do và sau đó có thêm nhiều chất béo được ép ra khỏi phần rắn, ở giai đoạn này được gọi là "tóp mỡ" hoặc "vật liệu nấu thùng kín tái chế khô". Tóp mỡ sau đó được nghiền thêm nữa để làm bột thịt và xương.
Một biến thể của quy trình khô bao gồm việc cắt nhỏ nguyên liệu và hóa lỏng nó bằng chất béo nóng, và sau đó làm bay hơi hỗn hợp này trong một hoặc nhiều công đoạn bằng sử dụng các thiết bị bay hơi. Một số quy trình tái chế phụ phẩm không ăn được cũng được thực hiện bằng quy trình ẩm, nói chung là một quy trình liên tục tương tự như quy trình được sử dụng cho nguyên vật liệu ăn được. Nguyên liệu được làm nóng bằng việc thêm hơi nước, sau đó ép để loại bỏ hỗn hợp nước-chất béo rồi sau đó được tách thành chất béo, nước và chất rắn mịn bằng các công đoạn tách ly tâm và/hoặc bay hơi. Chất rắn từ máy ép được sấy khô và sau đó nghiền thành bột thịt và xương. Hầu hết các nhà tái chế độc lập chỉ chế biến vật liệu không ăn được.

## Đánh giá
Công nghiệp tái chế phụ phẩm giết mổ là một trong những ngành công nghiệp tái chế lâu đời nhất và làm cho sự phát triển của công nghiệp thực phẩm quy mô lớn trở thành hiện thực. Ngành công nghiệp này sử dụng những gì mà nếu không có nó thì chỉ là phế thải và tạo ra các sản phẩm hữu ích như nhiên liệu, xà phòng, cao su, chất dẻo. Đồng thời, tái chế phụ phẩm giết mổ giải quyết những gì sẽ là vấn đề lớn trong tiêu hủy phế thải. Ví dụ, tại Hoa Kỳ hàng năm tái chế hơn 21 triệu tấn chất hữu cơ độc hại và dễ hư hỏng. Năm 2004, công nghiệp tái chế phụ phẩm giết mổ Hoa Kỳ sản xuất hơn 8 triệu tấn sản phẩm, trong đó xuất khẩu hơn 1,6 triệu tấn.
Thông thường, các vật liệu được sử dụng làm nguyên liệu trong quá trình tái chế phụ phẩm giết mổ rất dễ bị hư hỏng vì chúng là những sản phẩm hữu cơ. Tuy nhiên, sau khi được tái chế, các nguyên vật liệu này có khả năng chống hư hỏng cao hơn nhiều. Điều này là do việc sử dụng nhiệt thông qua quá trình nấu trong quy trình tái chế ẩm hoặc chiết xuất chất lỏng trong quy trình tái chế khô. Chất béo thu được có thể được sử dụng làm nguyên liệu thô giá rẻ trong sản xuất dầu mỡ, thức ăn gia súc, xà phòng, nến, dầu diesel sinh học và làm nguyên liệu đầu vào cho công nghiệp hóa chất. Mỡ bò có nguồn gốc từ phế thải giết mổ bò là một nguyên liệu quan trọng trong công nghiệp cán thép, cung cấp chất bôi trơn khi cán các tấm thép.
Thịt và xương (ở trạng thái khô, nghiền) được chuyển thành bột thịt và xương. Các chuyên gia y tế tin rằng bột thịt và xương trong thức ăn chăn nuôi là con đường chính cho sự lây lan dịch bệnh bò điên cuối thế kỷ 20, cũng là căn bệnh gây tử vong ở con người. Đầu thế kỷ 21, hầu hết các quốc gia đều đã thắt chặt các quy định để ngăn chặn điều này. Nếu không có công nghiệp tái chế phụ phẩm giết mổ thì chi phí vật liệu phế thải động vật là rất cao và sẽ tạo ra gánh nặng kinh tế và môi trường cho các khu vực liên quan đến hoạt động giết mổ quy mô công nghiệp. Chi phí này sẽ tự biểu hiện thông qua việc sử dụng các bãi chôn lấp hợp vệ sinh đắt tiền, các lò thiêu và các kỹ thuật xử lý chất thải tương tự khác mà không tạo ra lợi nhuận từ chi phí cơ hội. Các giải pháp thay thế cho các sản phẩm từ tái chế phụ phẩm giết mổ có thể không làm giảm chi phí.